# برينسيبي
برينسيبي أو برينسيب أو جزيرة برينسيبي هي أصغر جزيرة شمالية رئيسية في ولاية ساو تومي وبرينسيبي تقع قبالة الساحل الغربي لأفريقيا في خليج غينيا. تبلغ مساحتها 142 كيلومتر مربع (55 ميل مربع) (بما في ذلك الجزر البحرية) ويبلغ عدد سكانها 7324 في تعداد عام 2012 ؛ أحدث تقدير رسمي (في مايو 2018) كان 8,420. الجزيرة عبارة عن بركان شديد التآكل يُقدر أن يبلغ عمره أكثر من ثلاثة ملايين عام وتحيط به جزر أصغر، بما في ذلك إلهو بوم بوم وإيليو كاروشو وتينوسا غراندي وتينوسا بيكوينا وتعتبر جزء من أرخبيل الكاميرون، ترتفع برينسيب في الجنوب إلى 947 مترًا في بيكو دو برينسيبي. الجزيرة هي المكون الرئيسي لمنطقة برينسيب المستقلة، التي أنشئت في عام 199، ومنطقة باغوي المزدهرة.

## التاريخ
كانت الجزيرة غير مأهولة بالسكان عندما اكتشفها البرتغاليون في 17 يناير 1471 وسُميت لأول مرة باسم القديس أنتوني ("Ilha de Santo Antão"). في وقت لاحق تم تغيير اسم جزيرة برينسيبي من قبل الملك جون الثاني ملك البرتغال تكريما لابنه أفونسو أمير البرتغال. تأسست المستوطنة الأولى مدينة سانتو أنطونيو في عام 1502. في وقت لاحق تم تحويل شمال ووسط الجزيرة إلى مزارع من قبل المستعمرين البرتغاليين الذين يستخدمون العبيد. ركزت في البداية على إنتاج السكر وبعد عام 1822 على الكاكاو لتصبح أكبر منتج للكاكاو في العالم. منذ الاستقلال، عادت هذه المزارع إلى حد كبير إلى الغابات.
تم بناء قلعة الجزيرة المسماة فورتاليزا دي سانتو أنطونيو دا بونتا دا مينا على نقطة داخل خليج سانتو أنطونيو في عام 1695. في عام 1706، تم تدمير المدينة والقلعة على يد الفرنسيين. من عام 1753 حتى عام 1852، كانت سانتو أنطونيو هي العاصمة الاستعمارية لساو تومي وبرينسيبي البرتغالية.
كانت برينسيبي هي الموقع الذي تم فيه دعم نظرية النسبية لآينشتاين من قِبل آرثر ستانلي إدينجتون وفريقه خلال الكسوف الكلي للشمس في 29 مايو 1919 ؛ كشفت صور الكسوف دليلًا على «ثني» ضوء النجوم، وفقًا لتوقعات آينشتاين (انظر تجربة إدينغتون).
في 29 أبريل 1995، تم إنشاء منطقة برينسيب المستقلة ذاتيا، بما يتوافق مع منطقة باجوي الحالية.

## المستوطنات
برينسيبي بها مدينة واحدة، سانتو أنطونيو ومطار وبعض المستوطنات الصغيرة الأخرى هي ساندي وبورتو ريال.

## التركيبة السكانية
البرتغالية هي اللغة الرسمية والرئيسية للجزيرة. يتحدث أيضًا الكريول البرتغاليون: مبدأ أو Lunguyê ، وفي بعض الأماكن، يتم التحدث أيضًا باسم Forro.
في عام 1771، كان عدد سكان برينسيبي 5850: 111 أبيضًا، و 165 مولاتو حر، و 6 مولاتو عبد، و 900 أسود حر، و 468 عبدًا أسود.
في عام 1875 وهو العام الذي تم فيه إلغاء العبودية رسميًا في الأرخبيل، انخفض عدد سكان برينسيبي إلى 1946 فقط، منهم 45 أوروبيًا، و 1521 من مواطنيها الأحرار، و 380 من رجال الأعمال الحرة.

## المحمية البيئية
أنشأت اليونسكو محمية جزيرة برينسيبي للمحيط الحيوي في عام 2012 في إطار برنامج الإنسان والمحيط الحيوي. تشمل المحمية كامل المنطقة التي ظهرت في جزيرة برينسيبي، وجزرها بوم بوم، وبوني دو جوكي، وموستييروس، وسانتانا، وبيدرا دا جالي، وجزر تينهوسا.

## مشاهير
- دامياو فاز دالميدا، رئيس وزراء سان تومي وبرينسيبي السابق.
- جواو باولو كاساندرا، الرئيس السابق المستقل للجزيرة.
- خوسيه كاساندرا، الرئيس الحالي للجزيرة.
- سارة بينتو كويلو، كاتبة برتغالية مستعمرة.
- كاميلو دومينغوس، مغني.
- مانويلا مارغيدو، كاتبة.

## صور

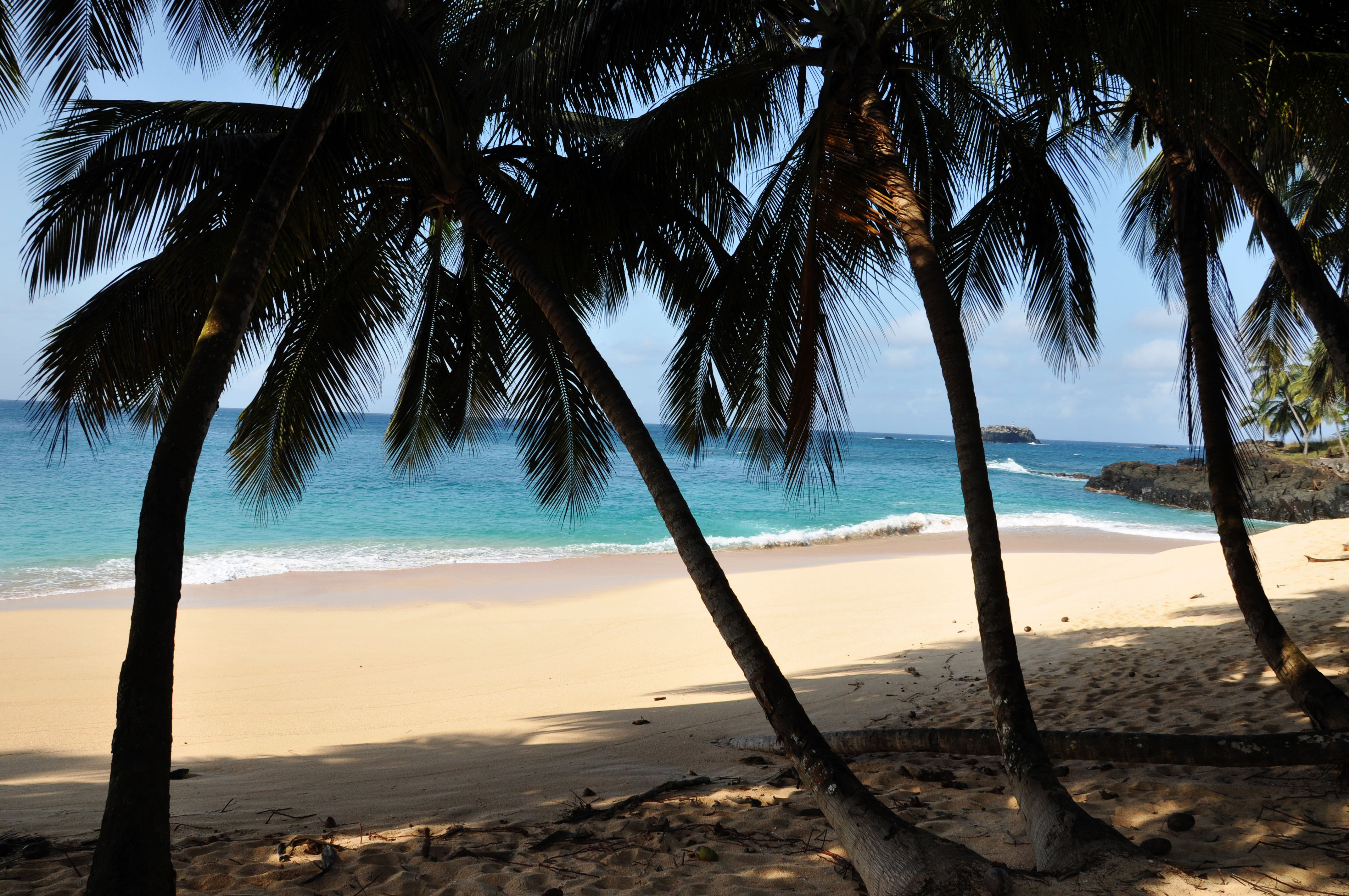
برايا دو بوي، في برينسيبي
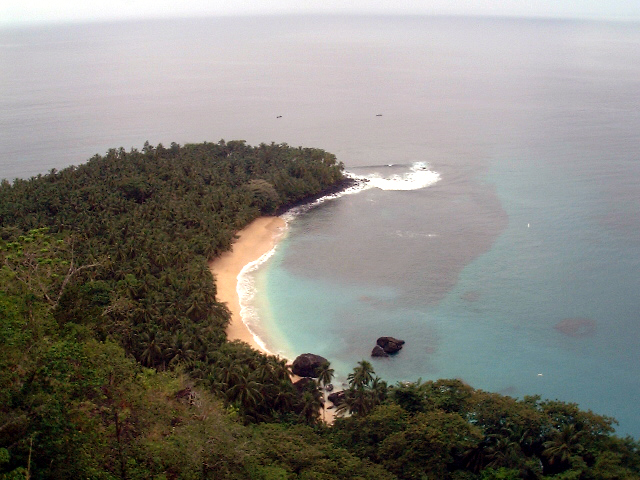
"برايا داس باناناس" ، ساو تومي وبرينسيبي
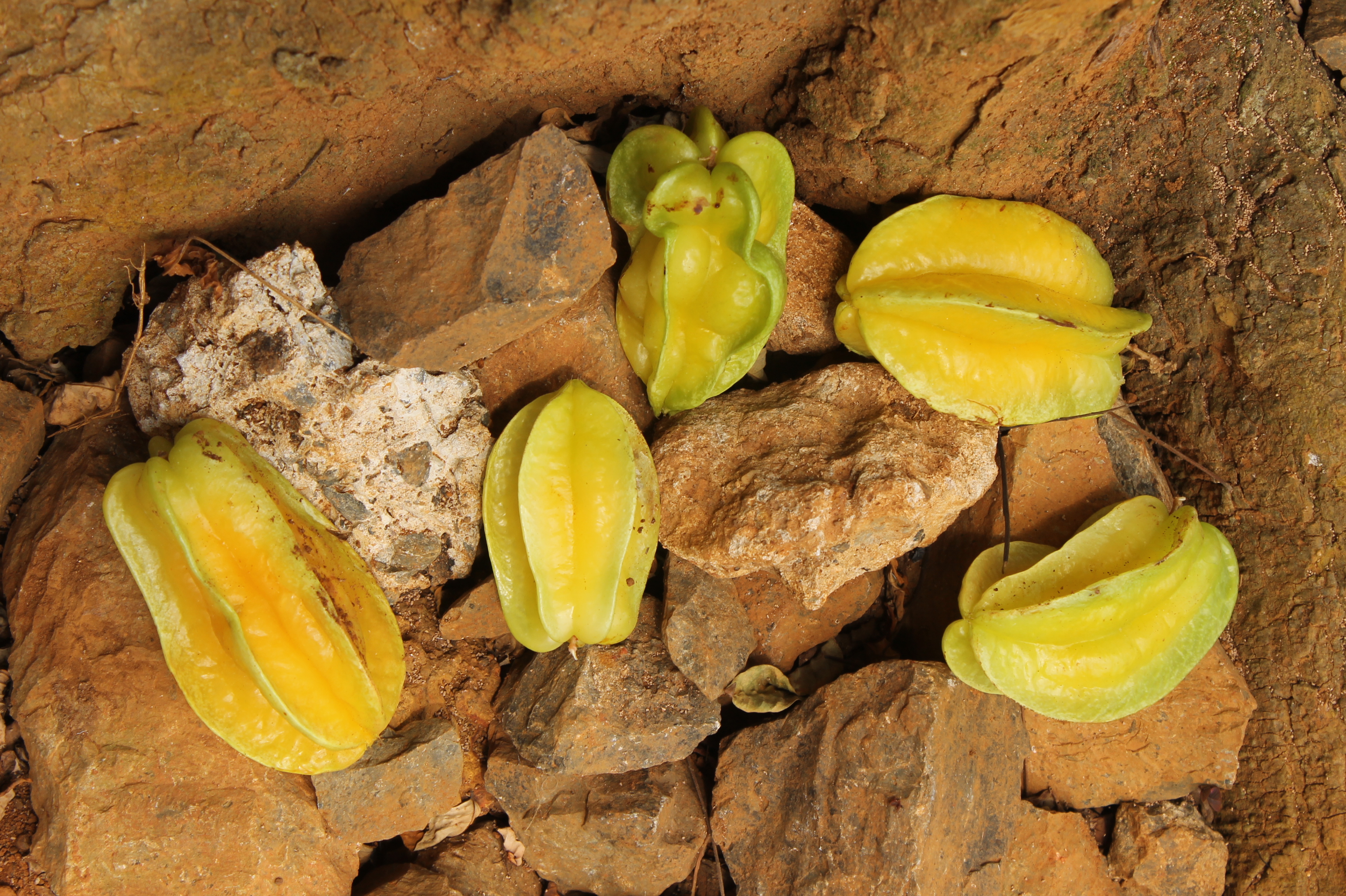
كارامبولا في برينسيبي